# Саласа
Сала̀са (на италиански и на пиемонтски: Salassa) е село и община в Метрополен град Торино, регион Пиемонт, Северна Италия. Разположено е на 361 m надморска височина. Към 1 януари 2020 г. населението на общината е 1842 души, от които 115 са чужди граждани.